# Ringsnavelmeeuw
De ringsnavelmeeuw (Larus delawarensis) is een middelgrote meeuwensoort die een algemene verschijning is in Noord-Amerika.

## Kenmerken
Deze meeuw lijkt wel wat op de stormmeeuw maar hij heeft een gele snavel en groengele poten. De snavel heeft een zwarte ring, waar de vogel zijn naam aan ontleent.

## Verspreiding en leefgebied
De ringsnavelmeeuw telt geen ondersoorten (meer). deze vogel broedt voornamelijk in Canada vanaf Newfoundland tot aan de Rocky Mountains. 's Winters is hij in het zuidelijke deel van de VS en in Mexico aan te treffen.

## De Ringsnavelmeeuw als dwaalgast in Europa
De Ringsnavelmeeuw is de laatste decennia in toenemende aantallen in (West) Europa vastgesteld, waarbij het eerste geval zich in Groot-Brittannië manifesteerde (maart 1973). Inmiddels zijn in Groot-Brittannië grote aantallen ringsnavelmeeuwen vastgesteld en wordt deze niet meer beoordeeld door de Britse zeldzaamhedencommissie. De eerste ringsnavelmeeuw werd in Nederland vastgesteld in 1986, ook in België is de soort vastgesteld. De dwaalgasten komen hoogstwaarschijnlijk van de oostkust van de Verenigde Staten. De in Nederland vastgestelde exemplaren waren vrijwel alleen volwassen vogels, behalve de onvolwassen in het voorjaar van 2004 bij Groningen. Er waren ook twee vogels die lang ter plaatse bleven, één bij Goes en één bij Tiel, die bleven een aantal winters achterelkaar terugkomen.

## Status
De grootte van de populatie is in 2018 geschat op 2,5 miljoen vogels. Op de Rode lijst van de IUCN heeft deze soort de status niet bedreigd.

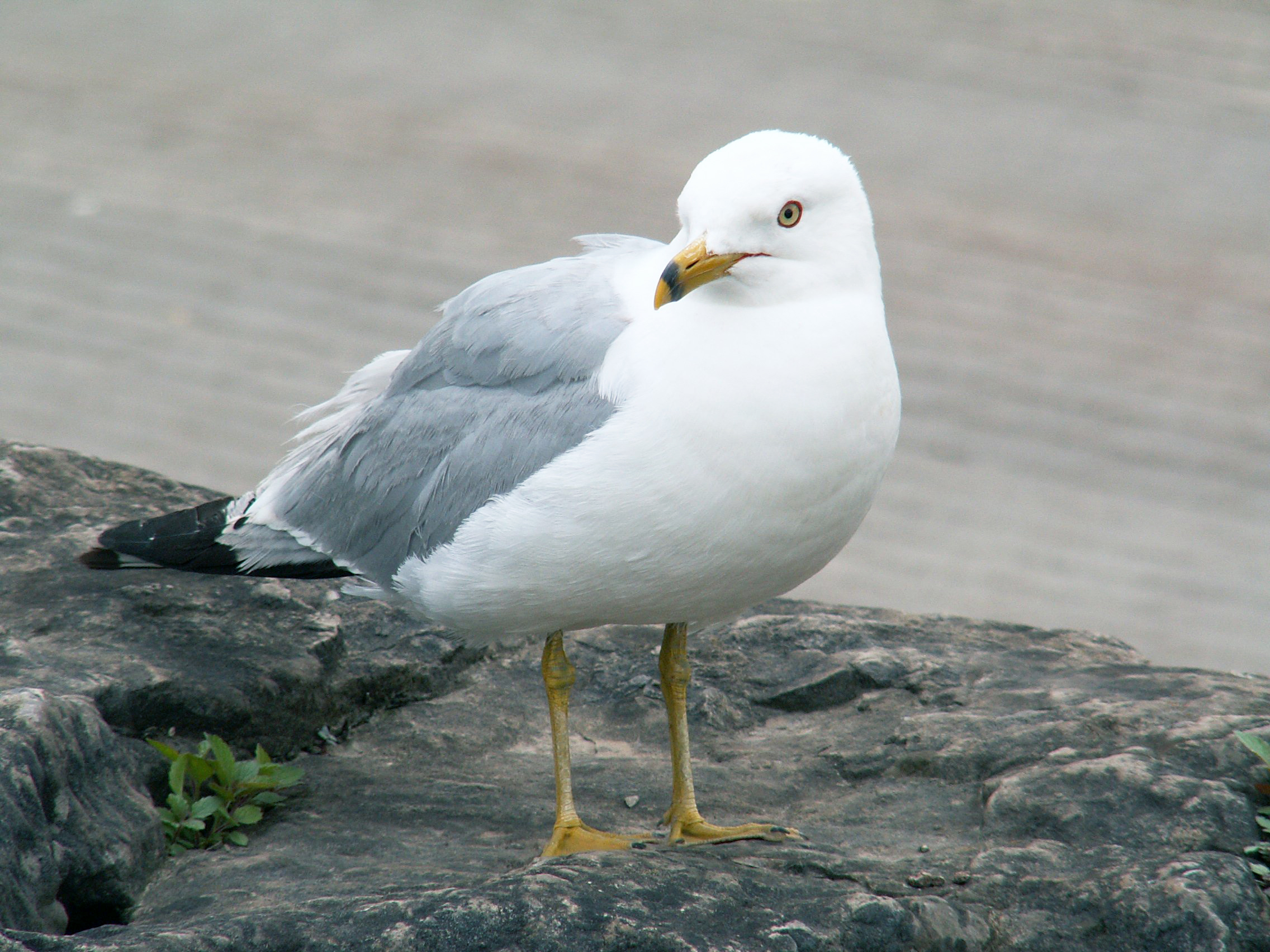
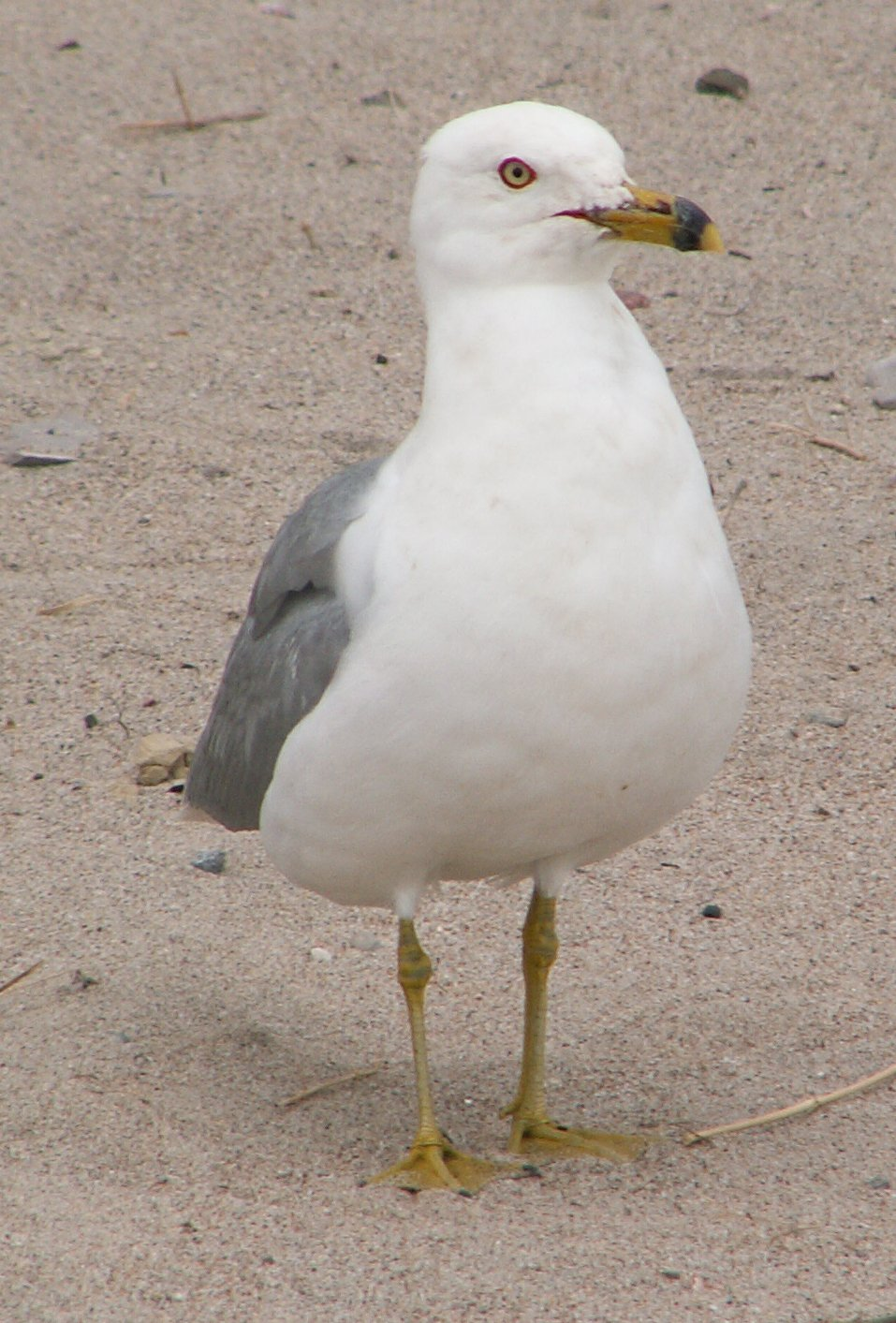